# August Heinrich Niebour

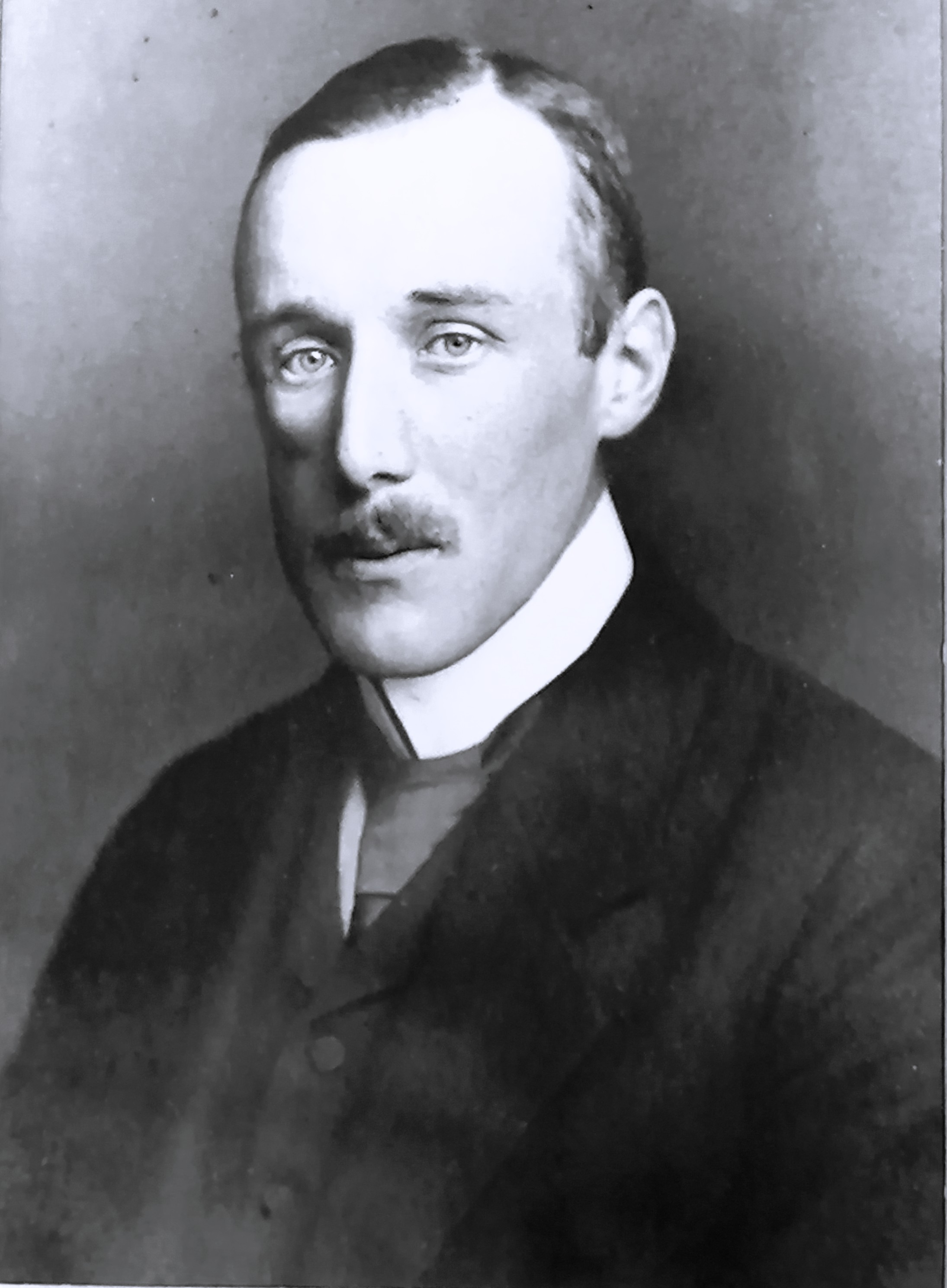
August Niebour

August Heinrich Niebour (* 30. August 1889 in Deichhorst bei Delmenhorst; † 6. Oktober 1929 in Lübeck) war ein deutscher Richter und Senator der Hansestadt Lübeck.

## Leben

### Herkunft
Sein Großvater, der oldenburger Rechtsanwalt Niebour, war in der 1848er Revolution als „scharfer“ Demokrat hervorgetreten. Eduard Niebour, den späteren Landrichter in Lübeck und Präsidenten des Oberlandesgerichts Oldenburg, ließ er jahrelang in der Schweiz erziehen, damit dieser, so die Überlieferung, in einer Republik groß würde.
Dieser heiratete Emma Julie Hermine, geborene Thyarks, (1863–1954). Aus der Ehe ging neben ihm auch eine Tochter, Helene Adele Hermine (1895–1954), hervor. Die Familie verinnerlichte Eduards an der Kantonsschule Frauenfeld erhaltenen Grundanschauungen. Nach dem Tod von August zogen Mutter und Tochter 1930 in die Geniner Straße 21a. Als die Mutter verstarb, verzog Helene in die Charlottenstraße 4. Beide wurden ebenfalls in dem Erbbegräbnis des Senators beigesetzt.

### Laufbahn
Als Sohn eines oldenburgischen Richters geboren, besuchte Niebour, als sein Vater an das gemeinsame Landgericht der Hansestadt und des Fürstentums Lübeck versetzt wurde, das dortige Katharineum. Nachdem er es 1908 mit dem Reifezeugnis verlassen hatte, studierte er in Freiburg, München, Berlin und Kiel, wo er im Oktober 1911 seine erste juristische Prüfung ablegte, die Rechtswissenschaften. Im Anschluss ernannte ihn der Senat zum Referendar.
Nach dem Augusterlebnis zur Fahne geeilt geriet der in den Ersten Weltkrieg ziehende Unteroffizier bei einem der ersten Gefechte auf dem Vormarsch 1914 in ein französisches Maschinengewehrfeuer. Seine rechte Gesichtshälfte und Schulter wurden ihm hierbei zerschossen und Niebour geriet schwerverwundet in eine über vier Jahre andauernde französische Kriegsgefangenschaft. Nach der Operation verblieb in seinem Gesicht eine markante Narbe. Später musste er in Deutschland mehrmals operiert werden, da seine Wunde im Kopf eiterte und schwere Kopfschmerzen, die in seelischen Depressionen endeten. als dessen Folge eintraten. Wegen seiner Sprachkenntnisse ist er von den Franzosen als Dolmetscher verwendet worden. Als dieser erwarb er sich die Menschenkenntnis, die ihm in seinem späteren beruflichen Wirken zu statten kommen sollte. So bemerkte er, dass seine Mitgefangenen auf die Form der von den Franzosen gegebenen Anordnungen mit Widerwillen und Trotz reagierten. Als Gegenreaktion verschärften die Franzosen ihre Anordnungen und verschlimmerten die Lage der Gefangenen. Durch das Studium der beiderseitigen Psyche vermochte Niebour die Anordnungen so in Worte zu kleiden, dass zukünftige Verschärfungen unterblieben.
Nach dem Bestehen seiner zweiten juristischen Prüfung im November 1919 wurde Niebour zum Assessor, am 15. Mai 1920 zum Amtsrichter und zog als Mieter zum Amtsgerichtsrat Onne Seitz in die „Geniner Straße 19“. Zum Landrichter am 1. Mai 1922 ernannt zog er in die „Geniner Straße 21a“. Als solcher wirkte er stets vorbildlich gerecht richtend und schlichtend, da er stets die „Gütliche Einigung“ als vorrangiges Ziel seiner richterlichen Tätigkeit betrachtete. Seine Urteile wurden anerkannt und, wenn er zu einem Vergleich riet, folgte man seinem Rat.
Im Geiste seines Lieblingsphilosophen Johann Gottlieb Fichte, demzufolge Nichtstun die größte Sünde sei, handelte Niebour. Hierbei bildete die Verstehende Menschenliebe, auf der sich Aufrichtigkeit und Achtung gegenüber seinen Mitmenschen gründete, einen Grundzug seines Wesens. In der Politik verschaffte ihm dies auch beim Gegner Anerkennung.
1924 zogen seine Schwester, die in Lübeck als Fürsorgerin zu arbeiten anfing, in die „Kronsforder Allee 26a“ und Niebour in die „Geniner Straße 35“. In jenem heute nicht mehr existierenden Haus hatte er seinen ersten privaten Fernsprechapparat.
Am 27. April 1925 wurden drei Senatoren in den Senat der Hansestadt Lübeck gewählt. Während die Senatoren Carl Heinsohn und Alfred Dreger dies nebenamtlich waren, sollte Niebour hauptamtlicher Senator sein. Er und seine Schwester legten ihre Wohnsitze zusammen und bezogen die „Geniner Straße 35“.
Der als bürgerlich juristisches Senatsmitglied Gewählte hatte sein Geschäftszimmer im Haus der Finanzbehörde, der und der Behörde für Innere Verwaltung sowie zeitweise der Oberschulbehörde er beigeordnet war, in der Fleischhauerstraße 18 gegenüber dem Finanzamt. Schon bald wählte man ihn zum Vorsitzenden von Behörden. Als stellvertretender Polizeiherr war er Vorsitzender der Justizkommission, des Disziplinarhofes für Beamte und des Verwaltungsgerichts, ferner wurde er Vorsitzender der Militärkommission und des Denkmalrates.
Als Ständiger Kommissar des Senates für die Verhandlungen mit der Bürgerschaft und Militärkommissar lag ihm besonders das Verständnis zwischen der Bürgerschaft und dem Militär am Herzen.
Nachdem sein Vater im Vorjahr starb und seine Mutter dessen Hausstand aufgelöst hatte, bezog sie mit ihm und seiner Schwester die erste Etage der „Geniner Straße 16“. Im selben Jahr wurde der Senator Vorstandsmitglied der Lübecker Sanitätskolonne im Landesverband des Roten Kreuzes.

Geniner Straße
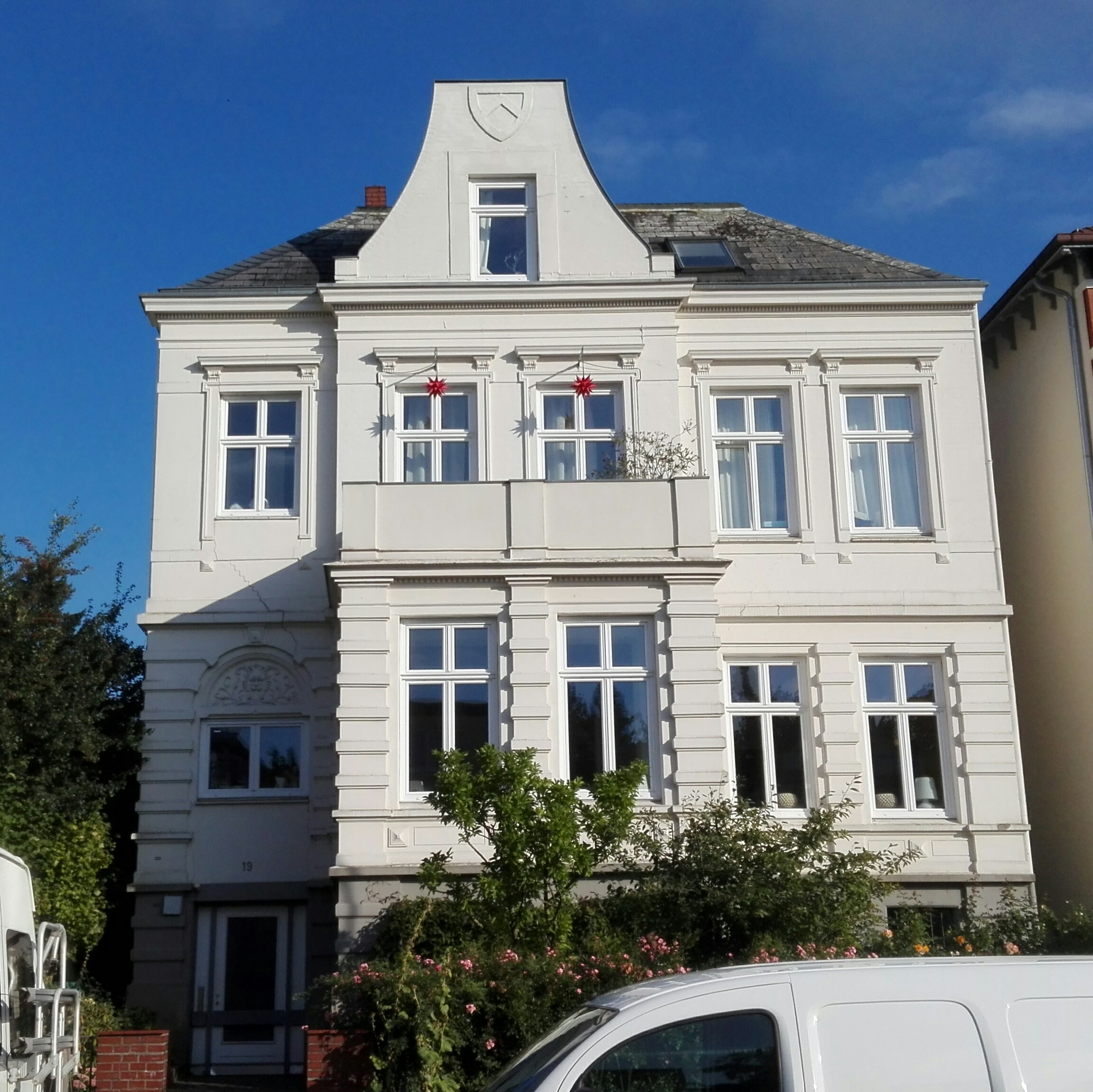
19
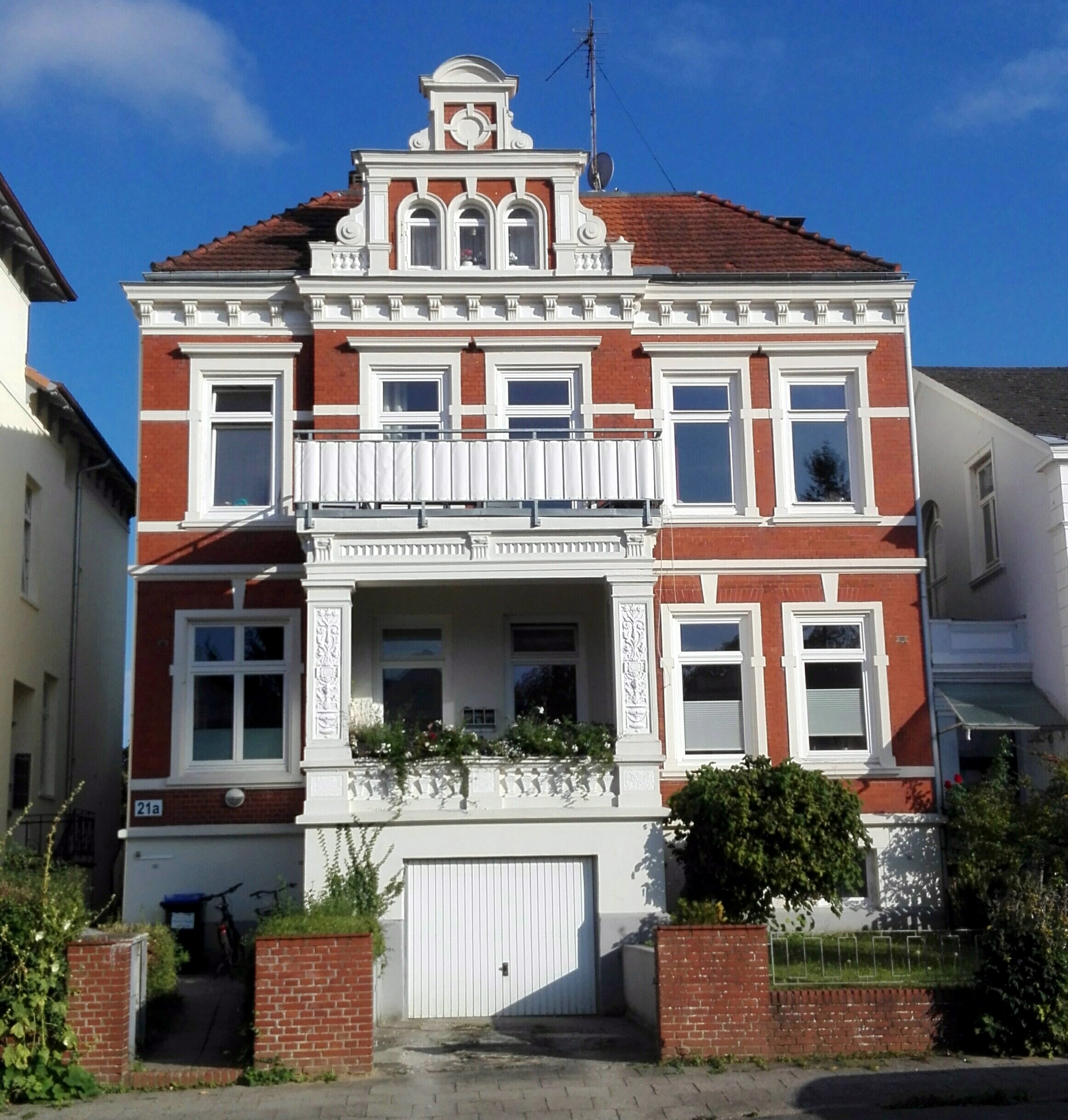
21a
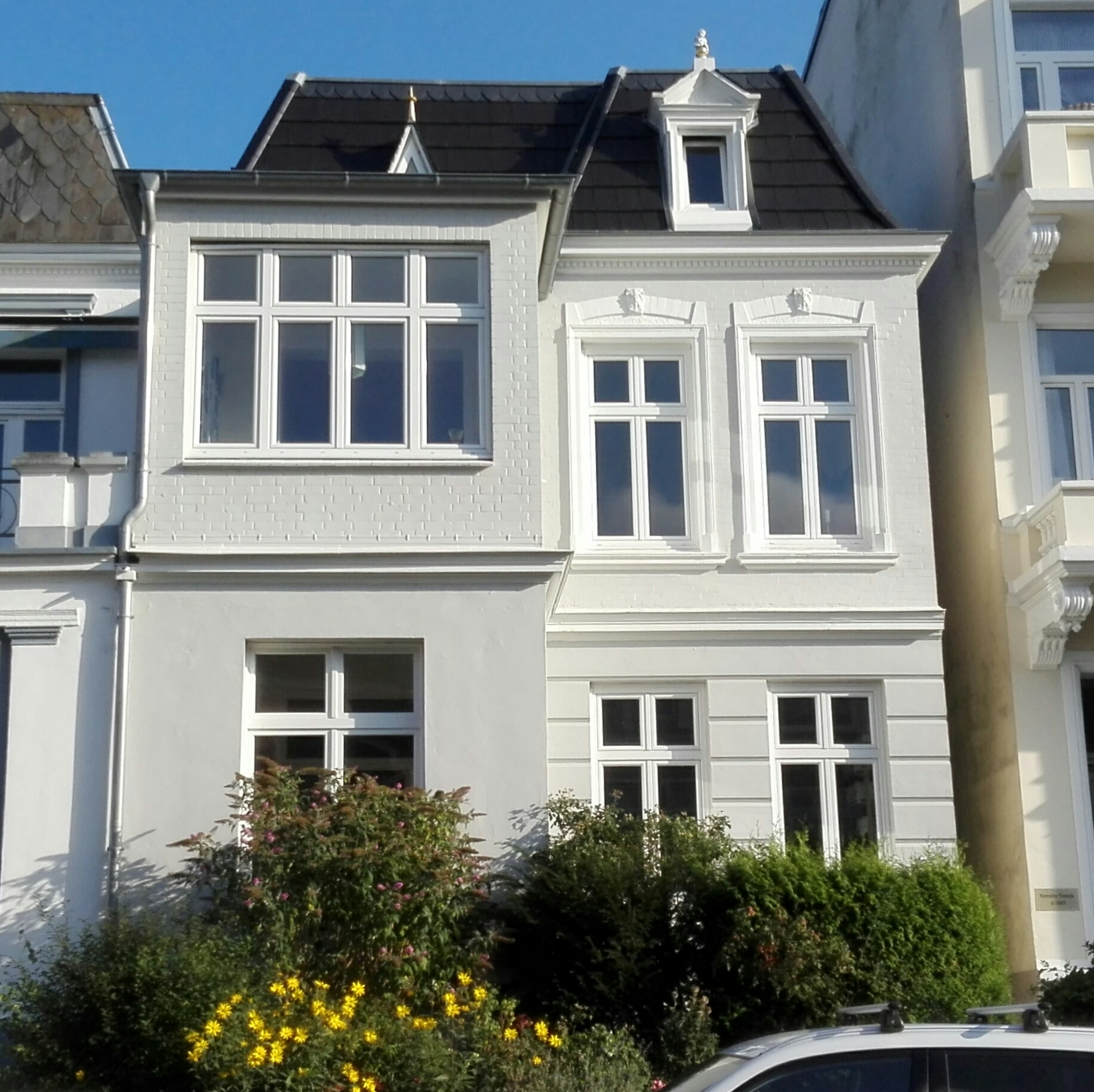
35
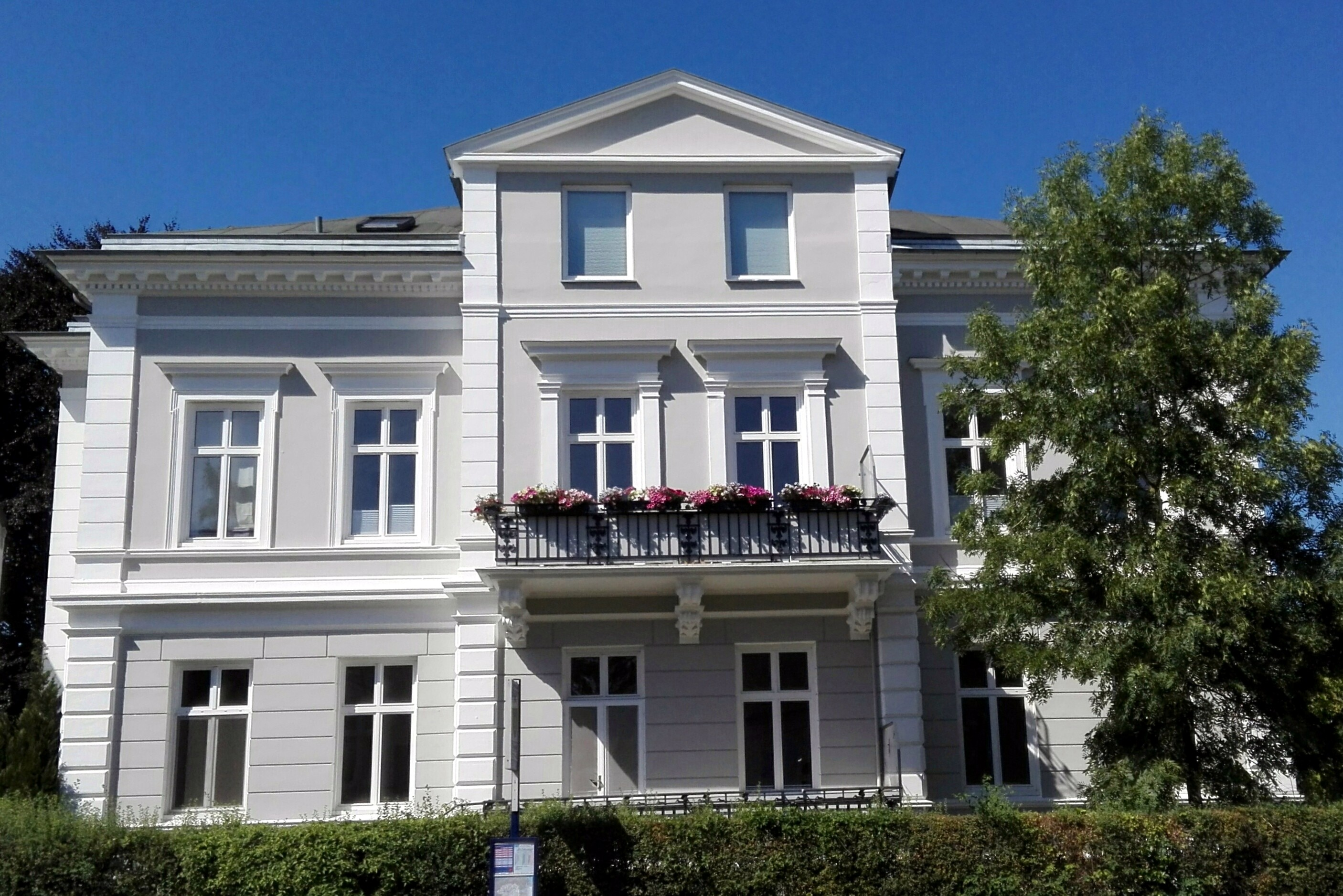
16

Obwohl Niebour auch selbst Mitglied einer Partei, der DVP, war, ist er kein ausgesprochener Parteimensch gewesen und verachtete die „parteimäßige Abstempelung“. Sein Weltbild baute sich frei von allem Doktrinären auf der Beobachtung der Wirklichkeit und des Lebens auf.
Ein quälender Druck im Kopf raubte Niebour den Schlaf. Als Dreiunddreißigjähriger nahm er auf Anraten seiner Ärzte Urlaub. Reisen brachten zwar Ablenkung, jedoch keine Besserung. Der Schlafentzug machte sich mehr und mehr bemerkbar und der Junggeselle versuchte mit abendlicher Geselligkeit die nötige Entspannung zu erzwingen.

### Baubehörde
Im Juni 1926 wurde Niebour auch zum Vorsitzenden der Baubehörde ernannt und führte in allen Abteilungen den Vorsitz. Ein emsiger innerer Dienstbetrieb und ein lebhafter Verkehr der Behörde mit der Bürgerschaft hinterließen ihre Spuren. Die wachsenden Aufgaben füllten die beschränkten Arbeitsräume mit immer mehr Arbeitsplätzen. Endlich wurde dem bereits etliche Male umgebauten Gebäudekonglomerat ein größerer Anbau am Mühlendamm 10 hinzugefügt. Sein hoher Ziegelgiebel beherrschte die Gebäudegruppe zum Mühlenteich hin und zum Wall hinüber. Ein nach außen hin durch eine große Fenstergruppe kenntliches Treppenhaus verbindet den Alt- mit dem Neubau. Sein Haupteingang wurde durch eine beischlagähnliche Säule, die Wegweiser und Laterne zugleich war, betont. Sein Inneres erhielt durch von Ervin Bossányi bemalte Klinker seine Gliederung. Der Messinggriff des Haupteingangs, der auch an anderen Türen städtischer Neubauten war, stellt den Lübschen Doppeladler im Fluge nach einem Modell Otto Mantzels dar. Das Schlüsselschild zeigte als Erzeugnis des einheimischen Kunstgewerbes ein weiß-rotes Herzschild mit der Jahreszahl der Erbauung und der Inschrift: „Freie und Hansestadt Lübeck“

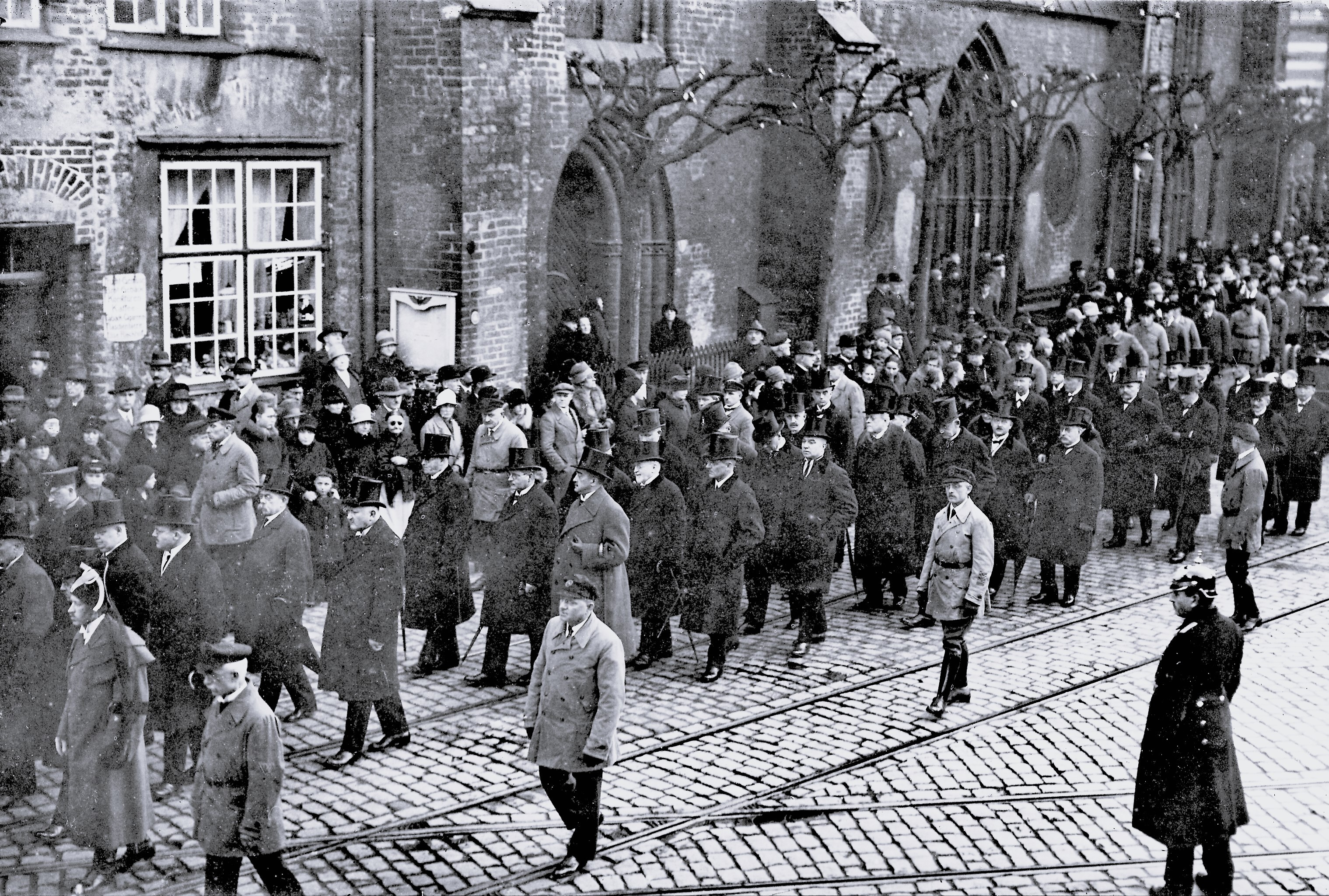
Senat im Trauerzug für Paul Hoff (1928)

Da das Haus viele Diensträume und einen Sitzungssaal für die Baubehörde enthielt, verlegte Niebour sein Geschäftszimmer 1928 in das „neue“ Bauamtsgebäude.
Zudem erschuf der Kunstmaler in den drei gemauerten Nischen unter bogenförmigen Abschlüssen über den Hauptwindfang in Kaseintechnik ein Freskogemälde. Drei Figurengruppen wurden dargestellt. In der Mitte übergibt der Baumeister einem von rechts heran schreitenden Paar den goldenen Schlüssel des fertigen Hauses und erhält von diesem als Gegengabe Blumen. Links ist ein weiteres Haus im Entstehen, wo Grundgräber und Maurer bei der Arbeit sind.

„neues“ Gebäude der Baubehörde
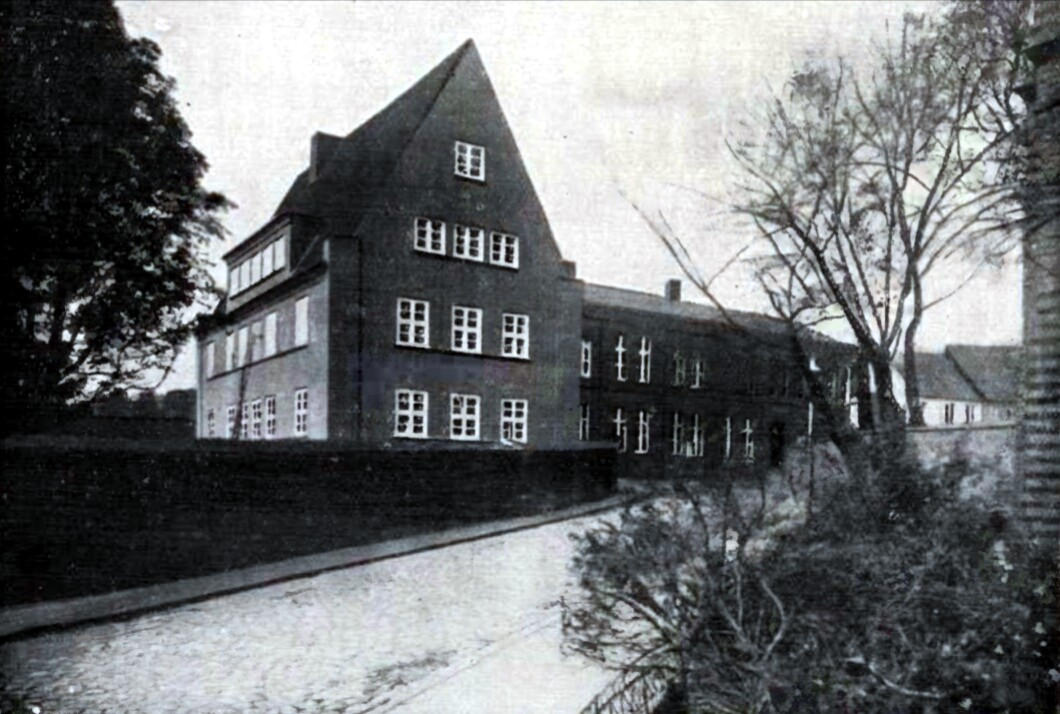
Ansicht vom Mühlenteich
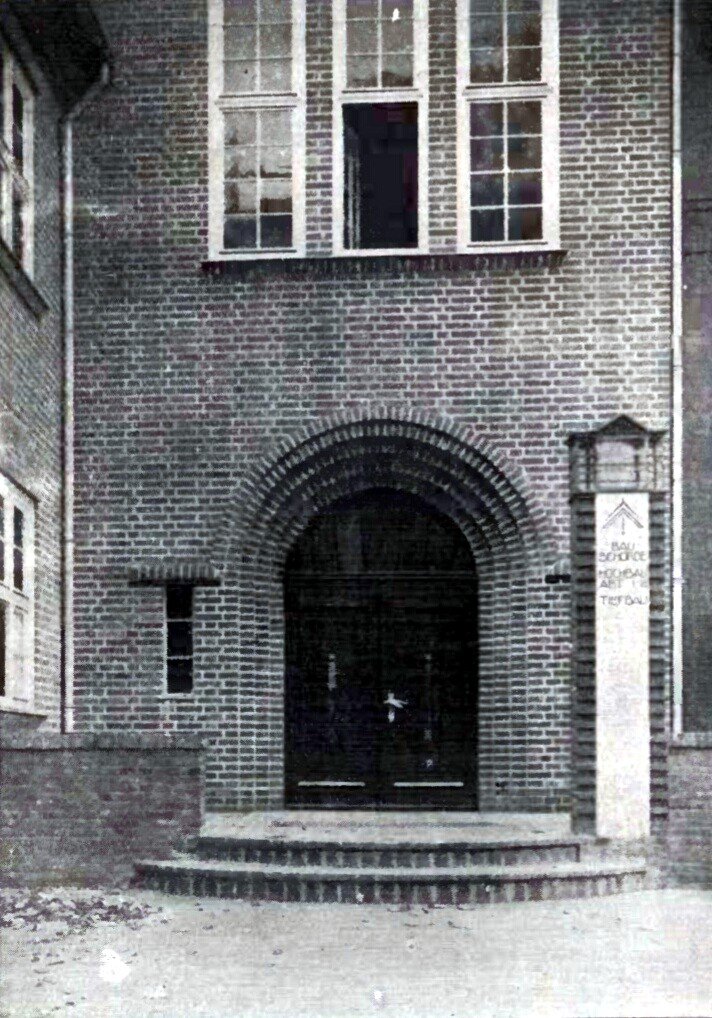
Haupteingang (1928)
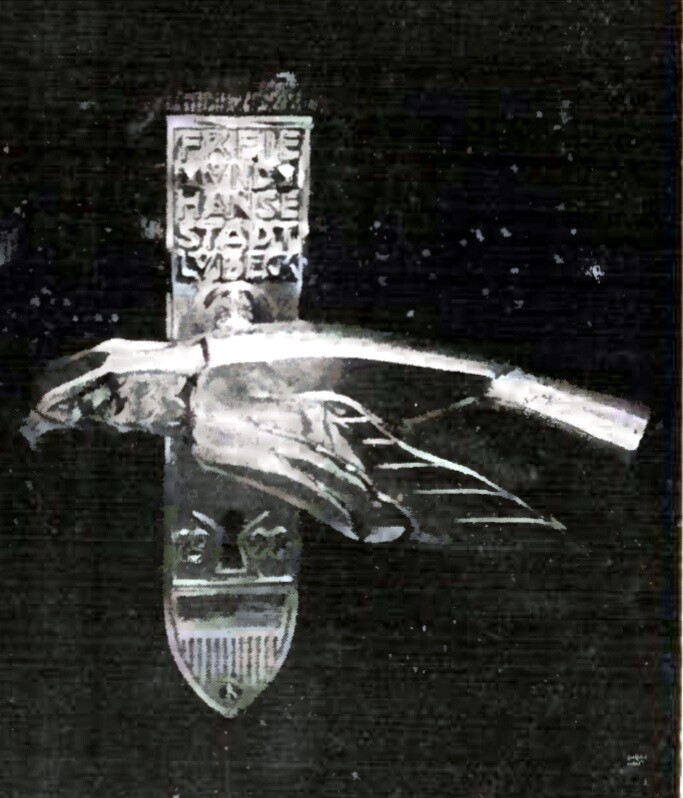
Türknauf

Besonders bemühte sich Niebour sich um den Ausbau der Straßen. Er beendete durch einen günstigen Vergleich den Streit mit Preußen über die Unterhaltung der „Hamburger Landstraße“. Das Schrangenprojekt führte er ebenfalls erfolgreich durch.

### Vermisst
Im Landgericht in der Großen Burgstraße wurde am 5. Oktober 1929 unter der Führung des Präsidenten Richard Oemler feierlich die 50. Wiederkehr des Inkrafttretens der Reichsjustizgesetze am 1. Oktober 1879 begangen. Nach Abschluss der Feierlichkeiten ging Niebour mit Freunden in eine Diele. Die verließ er und ging die Braunstraße hinunter. Von dort ging er An der Untertrave entlang zur Drehbrücke. Von hier aus pflegte er über die Wallhalbinsel über die Straße dem Eisenbahnrangiergelände entlang die Puppenbrücke zu erreichen und dann am Stadtgraben über die Wallanlagen nach Hause zu gehen. Auf der Wallhalbinsel hinter den Schuppen bei dem Denkmalslager der Notgemeinschaft wurde Niebour von einem Sicherheitspolizisten (Grüne Polizei) um 4:40 Uhr letztmals gesehen. Dieser hatte an Niebour nichts Auffälliges bemerkt.
Da Niebour peinlich genau darauf achtete, dass seine Mutter, selbst wenn er sich nur um Stunden verspätete, über seinen Aufenthaltsort unterrichtet war, wusste sie schon am Morgen, dass etwas nicht stimmen konnte. Als der Senator, ein Muster an Pünktlichkeit, am Montag unentschuldigt fehlte, wurde er offiziell als vermisst gemeldet; eine entsprechende Vermisstenanzeige erschien am 8. in allen Zeitungen der Stadt.
Die Möglichkeit, dass Niebour Verwandte in Hamburg oder Hannover besuchte, konnte bald ausgeschlossen werden, da die Beamten an der Bahnsteigsperre des Bahnhofs ihn, der durch seine Gesichtsnarbe auffiel, nicht gesehen hatten.
Die Grüne Polizei suchte ihn erfolglos. Boote suchte den Stadtgraben ab und erweiterten am Folgetag den Bereich um die Trave und den Stadtgraben hinter der Wielandbrücke.
Da für seine Mutter klar war, dass ihrem Sohn ein Unglück zugestoßen sei, autorisierte sie die Veröffentlichung eines am 9. Oktober erschienen Nachrufs mit Foto.
Die Polizei suchte erfolglos mit Hunden die umliegenden Waldungen ab. Je weiter die Zeit fortschritt, in der man nicht einmal seinen Hut finden konnte, desto mehr nahm man an, dass Niebour nicht im Wasser gestorben, sondern stattdessen das Opfer eines Raubmordes gewesen sei. In seinem einführenden Vorspruch zu Beginn des zweiten Bundestages des 162er-Bundes am 12. im Hindenburghaus gedachte der zweite Vorsitzende, dem er immer ein „treuer Kamerad“ gewesen sei, des Rätsels um Senator Niebour.
Fährmann Max Brümmer, Fährpächter der Struckfähre, bemerkte etwas Merkwürdiges im Schraubenwasser seines Schiffes, als er in der Nähe des Hafenamtes am 15. Oktober mit der Fähre losfuhr. Da er früher bei der Polizei beschäftigt gewesen war, er kannte Niebour persönlich, erkannte er die Leiche des Vermissten. Da an dem Toten keine besonderen Verletzungen festzustellen waren und sein gefülltes Portemonnaie sowie dessen Scheckbuch der Commerz-Bank gefunden wurden, schied ein Raubmord als Todesursache aus. Es stellte sich heraus, dass Niebour in der Trave verunglückt war. Einzig die Zeitdifferenz auf Niebours goldener Taschenuhr, sie war erst gegen 7:30 Uhr stehen geblieben, konnte nicht geklärt werden.
Mit Bekanntwerden des Auffindens setzten alle öffentlichen Gebäude ihre Fahnen auf halbmast.

### Beisetzung
Da mit einem großen Andrang gerechnet wurde, wurden seit dem 16. Oktober für die Kapelle in der Senatskanzlei Eintrittskarten verkauft.

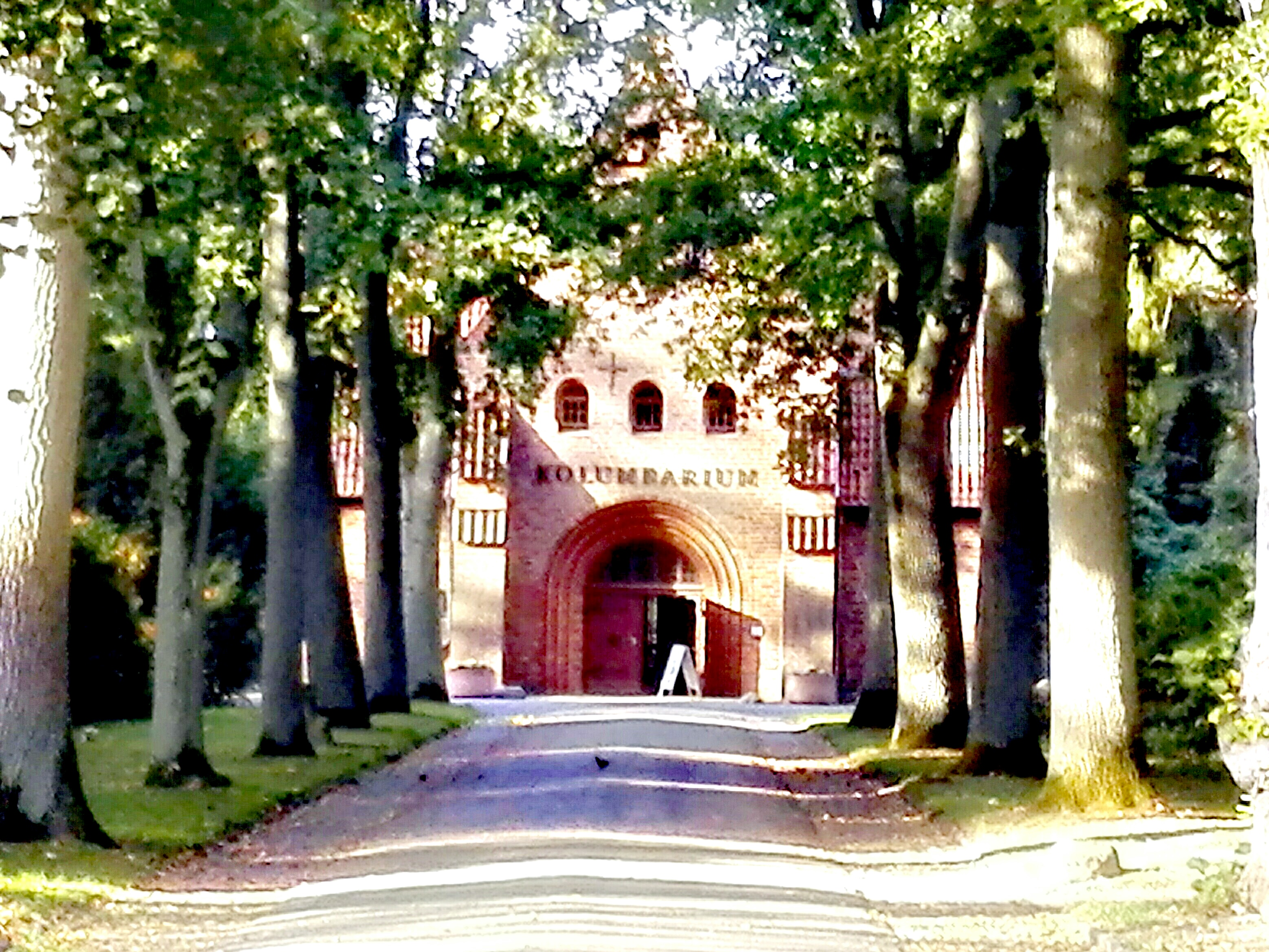
Vom Kolumbarium zur Kapelle

Unter dem von der Stadt her hörbaren Glockengeläute aller Kirchen, wurde am 18. Oktober 1929 bei tiefgrauem Himmel von der mit zwei Zügen angetretenen Sanitätskolonne, welche sich bereits um 9:30 Uhr traf, Niebours Sarg aus dem Kolumbarium des Vorwerker Friedhofs in dessen Kapelle zu dem um 10:00 Uhr beginnenden Trauergottesdienst getragen. Den aufgebahrten Leichnam umstanden hier Ratsdiener in traditioneller Amtstracht mit trauerbeflortem Zweispitz, während die Kolonne die Ehrenwache hielt.
Am Sarg saßen neben auswärtigen Familienangehörigen seine Mutter und Schwester, die Mitglieder des Senats und der Bürgerschaft, unzählige Abordnungen von Behörden und Kooperationen, Vereinen und Lübecker Werken, Reichswehr und Marine, von den anderen Hansestädte waren Hamburg durch ihren Bürgermeister Carl Wilhelm Petersen sowie Senator Arnold Nöldeke und Bremen durch Senator Albert von Spreckelsen vertreten, Oberlandesgerichtspräsident Wilhelm Kiesselbach, der lübeckische Gesandte aus Berlin, Baudirektor Hans Pieper, dessen Vorgänger Johannes Baltzer, Bauräte, Architekten und andere.
Dompastor Erwin Schmidt, Seelsorger der Familie im I. Seelsorgebezirk, hielt die Gedächtnisrede. Gegen deren Ende deutete er an, dass Niebour nach dem Schlaganfall vor einem halben Jahr bereits vom Tode gezeichnet gewesen wäre und jener seine Schatten damals bereits vorausgeworfen hätte.

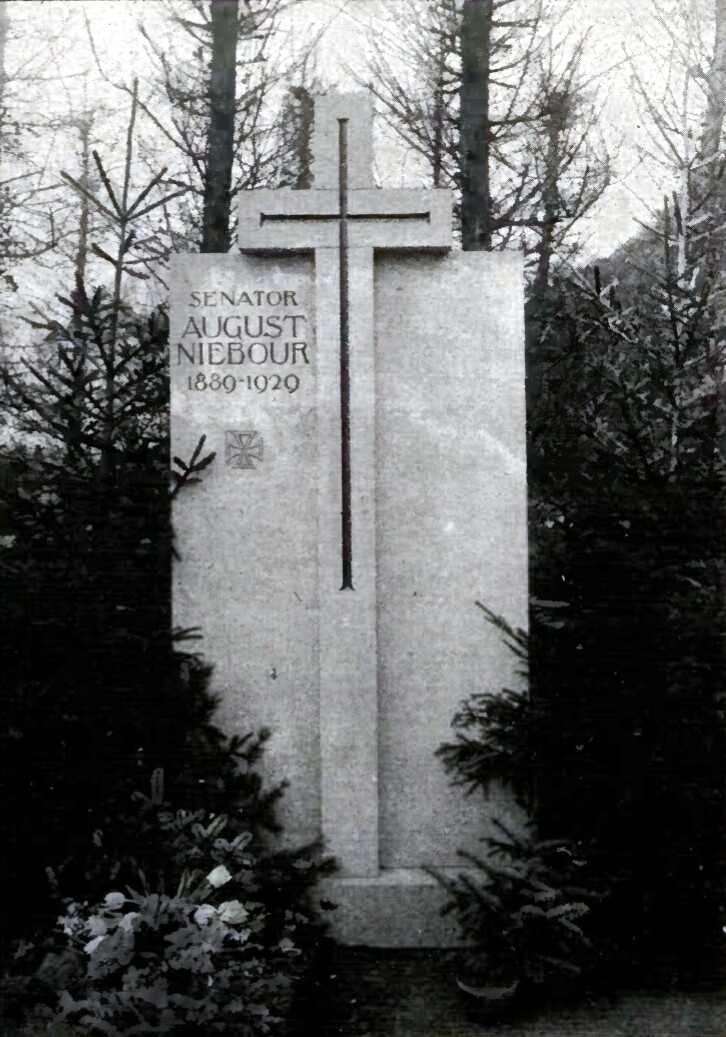
Senator Niebours Grabmal

Draußen war während des Gottesdienstes eine Hundertschaft der Grünen Polizei aufmarschiert. Als der Trauerzug aus der Tür trat, begann die Schutzmannkapelle (Blaue Polizei) diesen mit dem Trauermarsch von Frédéric Chopin zu begleiten. Am sich in einem von Lebensbäumen eingerahmten Rondell zwischen Taxushecken befindenden Grab sprach der Domgeistliche Georg Schaade ein letztes Gebet. Beim Herablassen der Sarges schoss die Grüne Polizei drei Salven über das Grab, woraufhin die Feier mit Ludwig Uhlands „Ich hatt' einen Kameraden“ endete.
In Verbindung mit der Baubehörde schmückten Verehrer sein Grab mit einem Denkstein. Dessen einfache Form des Kreuzes und der Schriftplatten sowie das Granitgestein entsprachen dem Charakter des Verstorbenen. Als Inschrift wählte man nur das Notwendigste, und das Zeichen des Eisernen Kreuzes deutete sein schweres Kriegsschicksal an.
Heut ist die Grabstelle (14-1-Q-25/26) aufgelöst und neu vergeben.